# Santos Women's Tour 2020
La 14e édition du Santos Women's Tour a lieu du 16 janvier au 19 janvier 2020, en Australie. La course fait partie du calendrier UCI féminin en catégorie 2.Pro. Le départ est donné à Hahndorf et Adélaïde accueille l'arrivée de ce tour.
La première étape est remportée au sprint par Chloe Hosking. Sur la deuxième étape, la formation Mitchelton-Scott hausse le rythme ce qui mène à la victoire d'Amanda Spratt. Le lendemain, Ruth Winder s'impose au sprint et s'empare de la tête du classement général. Le criterium de la dernière étape donne lieu à une bataille pour les secondes de bonification dont Ruth Winder sort vainqueur. Elle devance au classement général Liane Lippert, meilleure grimpeuse et meilleure jeune, et Amanda Spratt. Leah Kirchmann gagne le classement des sprints et Sunweb celui de la meilleure équipe.

## Équipes
| UCI Women's WorldTeams (6)- Alé BTC Ljubljana - Canyon-SRAM Racing - FDJ-Nouvelle Aquitaine-Futuroscope - Mitchelton-Scott - Sunweb Women - Trek-Segafredo Équipes féminines continentales (7)- Agolico - Astana Women's - BePink - Doltcini-Van Eyck Sport - Rally - RoxSolt Attaquer - Tibco-Silicon Valley Bank Équipe nationale- Nouvelle-Zélande Équipe nationale sponsorisée- UniSA-Australia Équipe féminine amateur- Specialized Women's Racing |
| |

## Étapes
| Étape     | Date     | Villes étapes            | type            | Distance (km) | Vainqueur d'étape | Leader du classement général |
| --------- | -------- | ------------------------ | --------------- | ------------- | ----------------- | ---------------------------- |
| 1re étape | 16 janv. | Hahndorf – Macclesfield  | étape de plaine | 116,3         | Chloe Hosking     | Chloe Hosking                |
| 2e étape  | 17 janv. | Murray Bridge – Birdwood | étape vallonnée | 114,9         | Amanda Spratt     | Amanda Spratt                |
| 3e étape  | 18 janv. | Nairne – Stirling        | étape de plaine | 109,1         | Ruth Edwards      | Ruth Edwards                 |
| 4e étape  | 19 janv. | Adélaïde – Adélaïde      | étape de plaine | 42,5          | Simona Frapporti  | Ruth Edwards                 |

## Déroulement de la course

### 1reétape
Gracie Elvin gagne le premier sprint intermédiaire. Marieke van Witzenburg s'échappe ensuite. Elle reste durant quarante kilomètres seule en tête. Anastasia Chursina, Jenelle Crooks et Silvia Valsecchi sortent peu après que la Néerlandaise est reprise. Au kilomètre soixante-dix environ, l'équipe Sunweb provoque le regroupement général. Leah Kirchmann s'impose dans la foulée sur le sprint intermédiaire. Nicole Hanselmann attaque ensuite, rejointe par Brodie Chapman. À vingt kilomètres de l'arrivée, elles ont deux minutes quarante-cinq d'avance. Brodie Chapman est finalement reprise dans le dernier virage de l'étape. Au sprint, Chloe Hosking s'impose devant Lotta Henttala.
| \| Classement de l'étape \| Classement de l'étape \| Classement de l'étape \| Classement de l'étape \| Classement de l'étape \| \| Coureuse \| Coureuse \| Pays \| Équipe \| Temps \| \| --------------------- \| --------------------- \| --------------------- \| ---------------------------------- \| --------------------- \| \| 1re \| Chloe Hosking \| Australie \| Rally Cycling \| 3 h 16 min 51 s \| \| 2e \| Lotta Henttala \| Finlande \| Trek-Segafredo \| + 0 s \| \| 3e \| Matilda Raynolds \| Australie \| Specialized women's racing \| + 0 s \| \| 4e \| Gracie Elvin \| Australie \| Mitchelton-Scott \| + 0 s \| \| 5e \| Peta Mullens \| Australie \| RoxSolt Attaquer \| + 0 s \| \| 6e \| Leah Kirchmann \| Canada \| Sunweb \| + 0 s \| \| 7e \| Liane Lippert \| Allemagne \| Sunweb \| + 0 s \| \| 8e \| Lauren Kitchen \| Australie \| FDJ-Nouvelle Aquitaine-Futuroscope \| + 0 s \| \| 9e \| Arlenis Sierra \| Cuba \| Astana Women's Team \| + 0 s \| \| 10e \| Alexis Magner \| États-Unis \| Canyon-SRAM Racing \| + 0 s \| |                  |            |                                    |                 |
| |                  |            |                                    |                 |
| Source : ProCyclingStats |                  |            |                                    |                 |
| Classement de l'étape |                  |            |                                    |                 |
| Coureuse | Coureuse         | Pays       | Équipe                             | Temps           |
| 1re | Chloe Hosking    | Australie  | Rally Cycling                      | 3 h 16 min 51 s |
| 2e | Lotta Henttala   | Finlande   | Trek-Segafredo                     | + 0 s           |
| 3e | Matilda Raynolds | Australie  | Specialized women's racing         | + 0 s           |
| 4e | Gracie Elvin     | Australie  | Mitchelton-Scott                   | + 0 s           |
| 5e | Peta Mullens     | Australie  | RoxSolt Attaquer                   | + 0 s           |
| 6e | Leah Kirchmann   | Canada     | Sunweb                             | + 0 s           |
| 7e | Liane Lippert    | Allemagne  | Sunweb                             | + 0 s           |
| 8e | Lauren Kitchen   | Australie  | FDJ-Nouvelle Aquitaine-Futuroscope | + 0 s           |
| 9e | Arlenis Sierra   | Cuba       | Astana Women's Team                | + 0 s           |
| 10e | Alexis Magner    | États-Unis | Canyon-SRAM Racing                 | + 0 s           |

| \| Classement général \| Classement général \| Classement général \| Classement général \| Classement général \| \| Coureuse \| Coureuse \| Pays \| Équipe \| Temps \| \| ------------------ \| ------------------ \| ------------------ \| ---------------------------------- \| ------------------ \| \| 1re \| Chloe Hosking \| Australie \| Rally Cycling \| 3 h 16 min 51 s \| \| 2e \| Lotta Henttala \| Finlande \| Trek-Segafredo \| + 4 s \| \| 3e \| Leah Kirchmann \| Canada \| Sunweb \| + 6 s \| \| 4e \| Matilda Raynolds \| Australie \| Specialized women's racing \| + 7 s \| \| 5e \| Gracie Elvin \| Australie \| Mitchelton-Scott \| + 8 s \| \| 6e \| Brodie Chapman \| Australie \| FDJ-Nouvelle Aquitaine-Futuroscope \| + 8 s \| \| 7e \| Nina Kessler \| Pays-Bas \| Tibco-Silicon Valley Bank \| + 9 s \| \| 8e \| Anastasia Chursina \| Russie \| Alé BTC Ljubljana \| + 9 s \| \| 9e \| Juliette Labous \| France \| Sunweb \| + 10 s \| \| 10e \| Peta Mullens \| Australie \| RoxSolt Attaquer \| + 11 s \| |                    |           |                                    |                 |
| |                    |           |                                    |                 |
| Source : ProCyclingStats |                    |           |                                    |                 |
| Classement général |                    |           |                                    |                 |
| Coureuse | Coureuse           | Pays      | Équipe                             | Temps           |
| 1re | Chloe Hosking      | Australie | Rally Cycling                      | 3 h 16 min 51 s |
| 2e | Lotta Henttala     | Finlande  | Trek-Segafredo                     | + 4 s           |
| 3e | Leah Kirchmann     | Canada    | Sunweb                             | + 6 s           |
| 4e | Matilda Raynolds   | Australie | Specialized women's racing         | + 7 s           |
| 5e | Gracie Elvin       | Australie | Mitchelton-Scott                   | + 8 s           |
| 6e | Brodie Chapman     | Australie | FDJ-Nouvelle Aquitaine-Futuroscope | + 8 s           |
| 7e | Nina Kessler       | Pays-Bas  | Tibco-Silicon Valley Bank          | + 9 s           |
| 8e | Anastasia Chursina | Russie    | Alé BTC Ljubljana                  | + 9 s           |
| 9e | Juliette Labous    | France    | Sunweb                             | + 10 s          |
| 10e | Peta Mullens       | Australie | RoxSolt Attaquer                   | + 11 s          |

### 2eétape
La météo est venteuse et provoque initialement des bordures dans le peloton. Le premier sprint intermédiaire est remporté par Anastasia Chursina, le second par Leah Kirchmann. Au kilomètre quatre-vingt, Tiffany Cromwell place une attaque, mais le peloton ne la laisse pas partir. La formation Mitchelton-Scott se met en tête de peloton et imprime un rythme élevé dans la difficulté de la journée. Seules Ruth Winder et Liane Lippert parviennent à suivre. Amanda Spratt attaque alors. Cette action se montre néanmoins contre-productive, les coureuses distancées étant Grace Brown et Lucy Kennedy de son équipe. Il y a donc trois coureuses en tête : Spratt, Winder et Lippert. Au sprint, Amanda Spratt, pourtant moins rapide sur le papier, lance son sprint de l'arrière. Winder ne parvient pas à suivre la roue et l'Australienne s'impose. Logiquement, elles occupent les premières places du classement général.
| \| Classement de l'étape \| Classement de l'étape \| Classement de l'étape \| Classement de l'étape \| Classement de l'étape \| \| Coureuse \| Coureuse \| Pays \| Équipe \| Temps \| \| --------------------- \| --------------------- \| --------------------- \| ---------------------------------- \| --------------------- \| \| 1re \| Amanda Spratt \| Australie \| Mitchelton-Scott \| 3 h 08 min 54 s \| \| 2e \| Ruth Edwards \| États-Unis \| Trek-Segafredo \| + 0 s \| \| 3e \| Liane Lippert \| Allemagne \| Sunweb \| + 0 s \| \| 4e \| Grace Brown \| Australie \| Mitchelton-Scott \| + 2 s \| \| 5e \| Jaime Gunning \| Australie \| Specialized women's racing \| + 13 s \| \| 6e \| Peta Mullens \| Australie \| RoxSolt Attaquer \| + 15 s \| \| 7e \| Rachel Neylan \| Australie \| Cronos-Casa Dorada \| + 18 s \| \| 8e \| Ella Harris \| Nouvelle-Zélande \| Canyon-SRAM Racing \| + 18 s \| \| 9e \| Shara Marche \| Australie \| FDJ-Nouvelle Aquitaine-Futuroscope \| + 18 s \| \| 10e \| Juliette Labous \| France \| Sunweb \| + 18 s \| |                 |                  |                                    |                 |
| |                 |                  |                                    |                 |
| Source : ProCyclingStats |                 |                  |                                    |                 |
| Classement de l'étape |                 |                  |                                    |                 |
| Coureuse | Coureuse        | Pays             | Équipe                             | Temps           |
| 1re | Amanda Spratt   | Australie        | Mitchelton-Scott                   | 3 h 08 min 54 s |
| 2e | Ruth Edwards    | États-Unis       | Trek-Segafredo                     | + 0 s           |
| 3e | Liane Lippert   | Allemagne        | Sunweb                             | + 0 s           |
| 4e | Grace Brown     | Australie        | Mitchelton-Scott                   | + 2 s           |
| 5e | Jaime Gunning   | Australie        | Specialized women's racing         | + 13 s          |
| 6e | Peta Mullens    | Australie        | RoxSolt Attaquer                   | + 15 s          |
| 7e | Rachel Neylan   | Australie        | Cronos-Casa Dorada                 | + 18 s          |
| 8e | Ella Harris     | Nouvelle-Zélande | Canyon-SRAM Racing                 | + 18 s          |
| 9e | Shara Marche    | Australie        | FDJ-Nouvelle Aquitaine-Futuroscope | + 18 s          |
| 10e | Juliette Labous | France           | Sunweb                             | + 18 s          |

| \| Classement général \| Classement général \| Classement général \| Classement général \| Classement général \| \| Coureuse \| Coureuse \| Pays \| Équipe \| Temps \| \| ------------------ \| ------------------ \| ------------------ \| ---------------------------------- \| ------------------ \| \| 1re \| Amanda Spratt \| Australie \| Mitchelton-Scott \| 6 h 21 min 19 s \| \| 2e \| Ruth Edwards \| États-Unis \| Trek-Segafredo \| + 4 s \| \| 3e \| Liane Lippert \| Allemagne \| Sunweb \| + 5 s \| \| 4e \| Grace Brown \| Australie \| Mitchelton-Scott \| + 12 s \| \| 5e \| Chloe Hosking \| Australie \| Rally Cycling \| + 21 s \| \| 6e \| Jaime Gunning \| Australie \| Specialized women's racing \| + 23 s \| \| 7e \| Leah Kirchmann \| Canada \| Sunweb \| + 24 s \| \| 8e \| Peta Mullens \| Australie \| RoxSolt Attaquer \| + 25 s \| \| 9e \| Juliette Labous \| France \| Sunweb \| + 27 s \| \| 10e \| Shara Marche \| Australie \| FDJ-Nouvelle Aquitaine-Futuroscope \| + 28 s \| |                 |            |                                    |                 |
| |                 |            |                                    |                 |
| Source : ProCyclingStats |                 |            |                                    |                 |
| Classement général |                 |            |                                    |                 |
| Coureuse | Coureuse        | Pays       | Équipe                             | Temps           |
| 1re | Amanda Spratt   | Australie  | Mitchelton-Scott                   | 6 h 21 min 19 s |
| 2e | Ruth Edwards    | États-Unis | Trek-Segafredo                     | + 4 s           |
| 3e | Liane Lippert   | Allemagne  | Sunweb                             | + 5 s           |
| 4e | Grace Brown     | Australie  | Mitchelton-Scott                   | + 12 s          |
| 5e | Chloe Hosking   | Australie  | Rally Cycling                      | + 21 s          |
| 6e | Jaime Gunning   | Australie  | Specialized women's racing         | + 23 s          |
| 7e | Leah Kirchmann  | Canada     | Sunweb                             | + 24 s          |
| 8e | Peta Mullens    | Australie  | RoxSolt Attaquer                   | + 25 s          |
| 9e | Juliette Labous | France     | Sunweb                             | + 27 s          |
| 10e | Shara Marche    | Australie  | FDJ-Nouvelle Aquitaine-Futuroscope | + 28 s          |

### 3eétape
Il y a de nombreuses attaques durant l'étape, mais le peloton est vigilant. Anna Louise Henderson gagne le premier sprint intermédiaire. Un groupe de six coureuses prend ensuite près de deux minutes d'avance. À trente-cinq kilomètres de l'arrivée, Ruth Winder gagne le sprint intermédiaire devant Amanda Spratt, prenant ainsi de précieuses secondes de bonification. Ella Harris empoche les points du prix de la montagne. À douze kilomètres de l'arrivée, Leigh-Ann Ganzar attaque et obtient une cinquantaine de secondes d'avance. Elle est reprise aux deux kilomètres. Dans le final, Amanda Spratt est isolée, tandis que l'équipe Trek se met en place pour Ruth Winder. Celle-ci s'impose au sprint devant Liane Lippert. La première s'empare de la première place du classement général, et la seconde de la deuxième place.
| \| Classement de l'étape \| Classement de l'étape \| Classement de l'étape \| Classement de l'étape \| Classement de l'étape \| \| Coureuse \| Coureuse \| Pays \| Équipe \| Temps \| \| --------------------- \| --------------------- \| --------------------- \| ---------------------------------- \| --------------------- \| \| 1re \| Ruth Edwards \| États-Unis \| Trek-Segafredo \| 2 h 51 min 16 s \| \| 2e \| Liane Lippert \| Allemagne \| Sunweb \| + 0 s \| \| 3e \| Lauren Stephens \| États-Unis \| Tibco-Silicon Valley Bank \| + 0 s \| \| 4e \| Peta Mullens \| Australie \| RoxSolt Attaquer \| + 0 s \| \| 5e \| Chloe Hosking \| Australie \| Rally Cycling \| + 0 s \| \| 6e \| Anastasia Chursina \| Russie \| Alé BTC Ljubljana \| + 0 s \| \| 7e \| Ella Harris \| Nouvelle-Zélande \| Canyon-SRAM Racing \| + 0 s \| \| 8e \| Shara Marche \| Australie \| FDJ-Nouvelle Aquitaine-Futuroscope \| + 0 s \| \| 9e \| Rachel Neylan \| Australie \| UniSA-Australia \| + 0 s \| \| 10e \| Amanda Spratt \| Australie \| Mitchelton-Scott \| + 0 s \| |                    |                  |                                    |                 |
| |                    |                  |                                    |                 |
| Source : ProCyclingStats |                    |                  |                                    |                 |
| Classement de l'étape |                    |                  |                                    |                 |
| Coureuse | Coureuse           | Pays             | Équipe                             | Temps           |
| 1re | Ruth Edwards       | États-Unis       | Trek-Segafredo                     | 2 h 51 min 16 s |
| 2e | Liane Lippert      | Allemagne        | Sunweb                             | + 0 s           |
| 3e | Lauren Stephens    | États-Unis       | Tibco-Silicon Valley Bank          | + 0 s           |
| 4e | Peta Mullens       | Australie        | RoxSolt Attaquer                   | + 0 s           |
| 5e | Chloe Hosking      | Australie        | Rally Cycling                      | + 0 s           |
| 6e | Anastasia Chursina | Russie           | Alé BTC Ljubljana                  | + 0 s           |
| 7e | Ella Harris        | Nouvelle-Zélande | Canyon-SRAM Racing                 | + 0 s           |
| 8e | Shara Marche       | Australie        | FDJ-Nouvelle Aquitaine-Futuroscope | + 0 s           |
| 9e | Rachel Neylan      | Australie        | UniSA-Australia                    | + 0 s           |
| 10e | Amanda Spratt      | Australie        | Mitchelton-Scott                   | + 0 s           |

| \| Classement général \| Classement général \| Classement général \| Classement général \| Classement général \| \| Coureuse \| Coureuse \| Pays \| Équipe \| Temps \| \| ------------------ \| ------------------ \| ------------------ \| ---------------------------------- \| ------------------ \| \| 1re \| Ruth Edwards \| États-Unis \| Trek-Segafredo \| 9 h 12 min 26 s \| \| 2e \| Liane Lippert \| Allemagne \| Sunweb \| + 7 s \| \| 3e \| Amanda Spratt \| Australie \| Mitchelton-Scott \| + 7 s \| \| 4e \| Chloe Hosking \| Australie \| Rally Cycling \| + 30 s \| \| 5e \| Leah Kirchmann \| Canada \| Sunweb \| + 33 s \| \| 6e \| Peta Mullens \| Australie \| RoxSolt Attaquer \| + 34 s \| \| 7e \| Lauren Stephens \| États-Unis \| Tibco-Silicon Valley Bank \| + 34 s \| \| 8e \| Juliette Labous \| France \| Sunweb \| + 36 s \| \| 9e \| Shara Marche \| Australie \| FDJ-Nouvelle Aquitaine-Futuroscope \| + 37 s \| \| 10e \| Ella Harris \| Nouvelle-Zélande \| Canyon-SRAM Racing \| + 37 s \| |                 |                  |                                    |                 |
| |                 |                  |                                    |                 |
| Source : ProCyclingStats |                 |                  |                                    |                 |
| Classement général |                 |                  |                                    |                 |
| Coureuse | Coureuse        | Pays             | Équipe                             | Temps           |
| 1re | Ruth Edwards    | États-Unis       | Trek-Segafredo                     | 9 h 12 min 26 s |
| 2e | Liane Lippert   | Allemagne        | Sunweb                             | + 7 s           |
| 3e | Amanda Spratt   | Australie        | Mitchelton-Scott                   | + 7 s           |
| 4e | Chloe Hosking   | Australie        | Rally Cycling                      | + 30 s          |
| 5e | Leah Kirchmann  | Canada           | Sunweb                             | + 33 s          |
| 6e | Peta Mullens    | Australie        | RoxSolt Attaquer                   | + 34 s          |
| 7e | Lauren Stephens | États-Unis       | Tibco-Silicon Valley Bank          | + 34 s          |
| 8e | Juliette Labous | France           | Sunweb                             | + 36 s          |
| 9e | Shara Marche    | Australie        | FDJ-Nouvelle Aquitaine-Futuroscope | + 37 s          |
| 10e | Ella Harris     | Nouvelle-Zélande | Canyon-SRAM Racing                 | + 37 s          |

### 4eétape
Dans le premier sprint intermédiaire, Liane Lippert s'impose. Sur le second, Lotta Henttala prend le maximum de point devant Amanda Spratt et Ruth Winder. Une échappée de dix coureuses prend ensuite le large. Elle se dispute la victoire, avec Simona Frapporti en vainqueur.
| \| Classement de l'étape \| Classement de l'étape \| Classement de l'étape \| Classement de l'étape \| Classement de l'étape \| \| Coureuse \| Coureuse \| Pays \| Équipe \| Temps \| \| --------------------- \| --------------------- \| --------------------- \| ---------------------------------- \| --------------------- \| \| 1re \| Simona Frapporti \| Italie \| Bepink \| 58 min 32 s \| \| 2e \| Lauren Stephens \| États-Unis \| Tibco-Silicon Valley Bank \| + 0 s \| \| 3e \| Rushlee Buchanan \| Nouvelle-Zélande \| Nouvelle-Zélande \| + 0 s \| \| 4e \| Leigh Ann Ganzar \| États-Unis \| Rally Cycling \| + 0 s \| \| 5e \| Jaime Gunning \| Australie \| Specialized women's racing \| + 0 s \| \| 6e \| Katia Ragusa \| Italie \| Astana Women's Team \| + 0 s \| \| 7e \| Brodie Chapman \| Australie \| FDJ-Nouvelle Aquitaine-Futuroscope \| + 0 s \| \| 8e \| Jess Pratt \| Australie \| Canyon-SRAM Racing \| + 0 s \| \| 9e \| Georgia Williams \| Nouvelle-Zélande \| Mitchelton-Scott \| + 0 s \| \| 10e \| Tatiana Guderzo \| Italie \| Alé BTC Ljubljana \| + 0 s \| |                  |                  |                                    |             |
| |                  |                  |                                    |             |
| Source : ProCyclingStats |                  |                  |                                    |             |
| Classement de l'étape |                  |                  |                                    |             |
| Coureuse | Coureuse         | Pays             | Équipe                             | Temps       |
| 1re | Simona Frapporti | Italie           | Bepink                             | 58 min 32 s |
| 2e | Lauren Stephens  | États-Unis       | Tibco-Silicon Valley Bank          | + 0 s       |
| 3e | Rushlee Buchanan | Nouvelle-Zélande | Nouvelle-Zélande                   | + 0 s       |
| 4e | Leigh Ann Ganzar | États-Unis       | Rally Cycling                      | + 0 s       |
| 5e | Jaime Gunning    | Australie        | Specialized women's racing         | + 0 s       |
| 6e | Katia Ragusa     | Italie           | Astana Women's Team                | + 0 s       |
| 7e | Brodie Chapman   | Australie        | FDJ-Nouvelle Aquitaine-Futuroscope | + 0 s       |
| 8e | Jess Pratt       | Australie        | Canyon-SRAM Racing                 | + 0 s       |
| 9e | Georgia Williams | Nouvelle-Zélande | Mitchelton-Scott                   | + 0 s       |
| 10e | Tatiana Guderzo  | Italie           | Alé BTC Ljubljana                  | + 0 s       |

## Classements finals

### Classement général final
| \| Classement général \| Classement général \| Classement général \| Classement général \| Classement général \| \| Coureuse \| Coureuse \| Pays \| Équipe \| Temps \| \| ------------------ \| ------------------ \| ------------------ \| ------------------------- \| ------------------ \| \| 1re \| Ruth Edwards \| États-Unis \| Trek-Segafredo \| 10 h 11 min 07 s \| \| 2e \| Liane Lippert \| Allemagne \| Sunweb \| + 5 s \| \| 3e \| Amanda Spratt \| Australie \| Mitchelton-Scott \| + 6 s \| \| 4e \| Lauren Stephens \| États-Unis \| Tibco-Silicon Valley Bank \| + 17 s \| \| 5e \| Chloe Hosking \| Australie \| Rally Cycling \| + 30 s \| \| 6e \| Leah Kirchmann \| Canada \| Sunweb \| + 32 s \| \| 7e \| Andrea Ramírez \| Mexique \| Agolico \| + 33 s \| \| 8e \| Katia Ragusa \| Italie \| Astana Women's Team \| + 34 s \| \| 9e \| Jess Pratt \| Australie \| Canyon-SRAM Racing \| + 34 s \| \| 10e \| Peta Mullens \| Australie \| RoxSolt Attaquer \| + 35 s \| |                 |            |                           |                  |
| |                 |            |                           |                  |
| Source : ProCyclingStats |                 |            |                           |                  |
| Classement général |                 |            |                           |                  |
| Coureuse | Coureuse        | Pays       | Équipe                    | Temps            |
| 1re | Ruth Edwards    | États-Unis | Trek-Segafredo            | 10 h 11 min 07 s |
| 2e | Liane Lippert   | Allemagne  | Sunweb                    | + 5 s            |
| 3e | Amanda Spratt   | Australie  | Mitchelton-Scott          | + 6 s            |
| 4e | Lauren Stephens | États-Unis | Tibco-Silicon Valley Bank | + 17 s           |
| 5e | Chloe Hosking   | Australie  | Rally Cycling             | + 30 s           |
| 6e | Leah Kirchmann  | Canada     | Sunweb                    | + 32 s           |
| 7e | Andrea Ramírez  | Mexique    | Agolico                   | + 33 s           |
| 8e | Katia Ragusa    | Italie     | Astana Women's Team       | + 34 s           |
| 9e | Jess Pratt      | Australie  | Canyon-SRAM Racing        | + 34 s           |
| 10e | Peta Mullens    | Australie  | RoxSolt Attaquer          | + 35 s           |

### Classements annexes

#### Classement de la montagne
| Classement de la montagne | Classement de la montagne | Classement de la montagne | Classement de la montagne  | Classement de la montagne |
| Coureuse                  | Coureuse                  | Pays                      | Équipe                     | Points                    |
| ------------------------- | ------------------------- | ------------------------- | -------------------------- | ------------------------- |
| 1re                       | Liane Lippert             | Allemagne                 | Sunweb                     | 19 pts                    |
| 2e                        | Marieke de Groot          | Pays-Bas                  | Doltcini-Van Eyck-Proximus | 15 pts                    |
| 3e                        | Amanda Spratt             | Australie                 | Mitchelton-Scott           | 14 pts                    |
| 4e                        | Ella Harris               | Nouvelle-Zélande          | Canyon-SRAM Racing         | 9 pts                     |
| 5e                        | Ruth Edwards              | États-Unis                | Trek-Segafredo             | 9 pts                     |
| 6e                        | Bree Wilson               | Australie                 | RoxSolt Attaquer           | 8 pts                     |
| 7e                        | Urša Pintar               | Slovénie                  | Alé BTC Ljubljana          | 6 pts                     |
| 8e                        | Grace Brown               | Australie                 | Mitchelton-Scott           | 6 pts                     |
| 9e                        | Sarah Gigante             | Australie                 | Tibco-Silicon Valley Bank  | 4 pts                     |
| 10e                       | Lucy Kennedy              | Australie                 | Mitchelton-Scott           | 4 pts                     |

#### Classement par points
| Classement par points | Classement par points | Classement par points | Classement par points     | Classement par points |
| Coureuse              | Coureuse              | Pays                  | Équipe                    | Points                |
| --------------------- | --------------------- | --------------------- | ------------------------- | --------------------- |
| 1re                   | Leah Kirchmann        | Canada                | Sunweb                    | 136 pts               |
| 2e                    | Liane Lippert         | Allemagne             | Sunweb                    | 136 pts               |
| 3e                    | Chloe Hosking         | Australie             | Rally Cycling             | 130 pts               |
| 4e                    | Lotta Henttala        | Finlande              | Trek-Segafredo            | 121 pts               |
| 5e                    | Ruth Edwards          | États-Unis            | Trek-Segafredo            | 94 pts                |
| 6e                    | Gracie Elvin          | Australie             | Mitchelton-Scott          | 90 pts                |
| 7e                    | Simona Frapporti      | Italie                | Bepink                    | 83 pts                |
| 8e                    | Anna Henderson        | Royaume-Uni           | Sunweb                    | 82 pts                |
| 9e                    | Amanda Spratt         | Australie             | Mitchelton-Scott          | 74 pts                |
| 10e                   | Lauren Stephens       | États-Unis            | Tibco-Silicon Valley Bank | 68 pts                |

#### Classement de la meilleure jeune
| Classement du meilleur jeune | Classement du meilleur jeune | Classement du meilleur jeune | Classement du meilleur jeune | Classement du meilleur jeune |
| Coureuse                     | Coureuse                     | Pays                         | Équipe                       | Temps                        |
| ---------------------------- | ---------------------------- | ---------------------------- | ---------------------------- | ---------------------------- |
| 1re                          | Liane Lippert                | Allemagne                    | Sunweb                       | 10 h 11 min 12 s             |
| 2e                           | Andrea Ramírez               | Mexique                      | Agolico                      | + 28 s                       |
| 3e                           | Katia Ragusa                 | Italie                       | Astana Women's Team          | + 29 s                       |
| 4e                           | Jess Pratt                   | Australie                    | Canyon-SRAM Racing           | + 29 s                       |
| 5e                           | Juliette Labous              | France                       | Sunweb                       | + 32 s                       |
| 6e                           | Ella Harris                  | Nouvelle-Zélande             | Canyon-SRAM Racing           | + 33 s                       |
| 7e                           | Jaime Gunning                | Australie                    | Specialized women's racing   | + 35 s                       |
| 8e                           | Ruby Roseman-Gannon          | Australie                    | UniSA-Australia              | + 39 s                       |
| 9e                           | Jenna Merrick                | Nouvelle-Zélande             | Doltcini-Van Eyck-Proximus   | + 39 s                       |
| 10e                          | Sarah Gigante                | Australie                    | Tibco-Silicon Valley Bank    | + 45 s                       |

## Évolution des classements
| Étape              |                    | Vainqueur        | Classement général | Meilleure grimpeuse | Meilleure sprinteuse | Meilleure jeune | Meilleure équipe _ |
| ------------------ | ------------------ | ---------------- | ------------------ | ------------------- | -------------------- | --------------- | ------------------ |
| 1re étape          | étape de plaine    | Chloe Hosking    | Chloe Hosking      | Marieke de Groot    | Chloe Hosking        | Juliette Labous | Sunweb Women       |
| 2e étape           | étape vallonnée    | Amanda Spratt    | Amanda Spratt      | Liane Lippert       | Leah Kirchmann       | Liane Lippert   | Mitchelton-Scott   |
| 3e étape           | étape de plaine    | Ruth Edwards     | Ruth Edwards       | Liane Lippert       | Leah Kirchmann       | Liane Lippert   | Sunweb Women       |
| 4e étape           | étape de plaine    | Simona Frapporti | Ruth Edwards       | Liane Lippert       | Leah Kirchmann       | Liane Lippert   | Sunweb Women       |
| Classements finals | Classements finals |                  | Ruth Edwards       | Liane Lippert       | Leah Kirchmann       | Liane Lippert   | Sunweb Women       |

## Liste des participantes
| Légende | Légende                                                                    | Légende | Légende                                                    |
| ------- | -------------------------------------------------------------------------- | ------- | ---------------------------------------------------------- |
| Num     | Dossard de départ porté par le coureur sur ce Santos Women's Tour          | Pos     | Position à l'arrivée de la course                          |
|         | Indique un maillot de champion national ou mondial, suivi de sa spécialité | NP      | Indique un coureur qui n'a pas pris le départ de la course |
| AB      | Indique un coureur qui n'a pas terminé la course                           | HD      | Indique un coureur qui a terminé la course hors des délais |

| Mitchelton-Scott MTS | Mitchelton-Scott MTS        | Mitchelton-Scott MTS |
| -------------------- | --------------------------- | -------------------- |
| Num                  | Coureuse                    | Pos                  |
| 1                    | Amanda Spratt (AUS) (route) | 3e                   |
| 2                    | Gracie Elvin (AUS)          | 44e                  |
| 3                    | Georgia Williams (NZL)      | 60e                  |
| 4                    | Jessica Allen (AUS)         | 65e                  |
| 5                    | Lucy Kennedy (AUS)          | 30e                  |
| 6                    | Grace Brown (AUS)           | 32e                  |

| Sunweb SUN | Sunweb SUN            | Sunweb SUN |
| ---------- | --------------------- | ---------- |
| Num        | Coureuse              | Pos        |
| 11         | Pfeiffer Georgi (GBR) | 70e        |
| 12         | Leah Kirchmann (CAN)  | 6e         |
| 13         | Juliette Labous (FRA) | 11e        |
| 14         | Liane Lippert (GER)   | 2e         |
| 15         | Anna Henderson (GBR)  | 38e        |
| 16         | Julia Soek (NED)      | 66e        |

| Canyon-SRAM Racing CSR | Canyon-SRAM Racing CSR | Canyon-SRAM Racing CSR |
| ---------------------- | ---------------------- | ---------------------- |
| Num                    | Coureuse               | Pos                    |
| 21                     | Tiffany Cromwell (AUS) | 40e                    |
| 22                     | Tanja Erath (GER)      | 49e                    |
| 23                     | Ella Harris (NZL)      | 13e                    |
| 24                     | Hannah Ludwig (GER)    | 43e                    |
| 25                     | Jess Pratt (AUS)       | 9e                     |
| 26                     | Alexis Magner (USA)    | 61e                    |

| Trek-Segafredo TFS | Trek-Segafredo TFS         | Trek-Segafredo TFS |
| ------------------ | -------------------------- | ------------------ |
| Num                | Coureuse                   | Pos                |
| 31                 | Lotta Henttala (FIN)       | 50e                |
| 32                 | Anna Plichta (POL)         | 59e                |
| 33                 | Abigail Van Twisk (GBR)    | AB-2               |
| 34                 | Tayler Wiles (USA)         | 29e                |
| 35                 | Ruth Edwards (USA) (route) | 1re                |
| 36                 | Trixi Worrack (GER)        | 53e                |

| Alé BTC Ljubljana ALE | Alé BTC Ljubljana ALE    | Alé BTC Ljubljana ALE |
| --------------------- | ------------------------ | --------------------- |
| Num                   | Coureuse                 | Pos                   |
| 41                    | Maaike Boogaard (NED)    | 68e                   |
| 42                    | Tatiana Guderzo (ITA)    | 34e                   |
| 43                    | Anastasia Chursina (RUS) | 22e                   |
| 44                    | Jutatip Maneephan (THA)  | AB-2                  |
| 45                    | Urša Pintar (SLO)        | 24e                   |
| 46                    | Anna Trevisi (ITA)       | 57e                   |

| FDJ-Nouvelle Aquitaine-Futuroscope FDJ | FDJ-Nouvelle Aquitaine-Futuroscope FDJ | FDJ-Nouvelle Aquitaine-Futuroscope FDJ |
| -------------------------------------- | -------------------------------------- | -------------------------------------- |
| Num                                    | Coureuse                               | Pos                                    |
| 51                                     | Brodie Chapman (AUS)                   | 33e                                    |
| 52                                     | Shara Marche (AUS)                     | 12e                                    |
| 53                                     | Maëlle Grossetête (FRA)                | 51e                                    |
| 54                                     | Victorie Guilman (FRA)                 | 36e                                    |
| 55                                     | Lauren Kitchen (AUS)                   | 27e                                    |
| 56                                     | Jade Wiel (FRA) (route)                | 69e                                    |

| Tibco-Silicon Valley Bank TIB | Tibco-Silicon Valley Bank TIB | Tibco-Silicon Valley Bank TIB |
| ----------------------------- | ----------------------------- | ----------------------------- |
| Num                           | Coureuse                      | Pos                           |
| 61                            | Lauren Stephens (USA)         | 4e                            |
| 62                            | Erica Clevenger (USA)         | 80e                           |
| 63                            | Sarah Gigante (AUS)           | 25e                           |
| 64                            | Jenelle Crooks (AUS)          | 31e                           |
| 65                            | Sharlotte Lucas (NZL)         | 42e                           |
| 66                            | Nina Kessler (NED)            | 62e                           |

| Astana Women's Team ASA | Astana Women's Team ASA | Astana Women's Team ASA |
| ----------------------- | ----------------------- | ----------------------- |
| Num                     | Coureuse                | Pos                     |
| 71                      | Maryna Ivaniuk (UKR)    | 77e                     |
| 72                      | Francesca Pattaro (ITA) | 79e                     |
| 73                      | Katia Ragusa (ITA)      | 8e                      |
| 74                      | Lizbeth Salazar (MEX)   | 75e                     |
| 75                      | Arlenis Sierra (CUB)    | 16e                     |

| Rally Cycling RLW | Rally Cycling RLW             | Rally Cycling RLW |
| ----------------- | ----------------------------- | ----------------- |
| Num               | Coureuse                      | Pos               |
| 81                | Chloe Hosking (AUS)           | 5e                |
| 82                | Kristabel Doebel-Hickok (USA) | 21e               |
| 83                | Heidi Franz (USA)             | 52e               |
| 84                | Leigh Ann Ganzar (USA)        | 37e               |
| 85                | Sara Poidevin (CAN)           | 81e               |

| Agolico AGO | Agolico AGO             | Agolico AGO |
| ----------- | ----------------------- | ----------- |
| Num         | Coureuse                | Pos         |
| 91          | Denisse Ahumada (CHI)   | 64e         |
| 92          | Anet Barrera (MEX)      | HD-2        |
| 93          | Ariadna Gutiérrez (MEX) | 46e         |
| 94          | Jennifer Morales (CRC)  | 82e         |
| 95          | Marcela Prieto (MEX)    | 19e         |
| 96          | Andrea Ramírez (MEX)    | 7e          |

| Doltcini-Van Eyck-Proximus DVE | Doltcini-Van Eyck-Proximus DVE | Doltcini-Van Eyck-Proximus DVE |
| ------------------------------ | ------------------------------ | ------------------------------ |
| Num                            | Coureuse                       | Pos                            |
| 101                            | Mieke Docx (BEL)               | 67e                            |
| 102                            | Justine Vromanne (BEL)         | AB-1                           |
| 103                            | Minke Bakker (NED)             | HD-2                           |
| 104                            | Marieke de Groot (NED)         | 78e                            |
| 105                            | Jenna Merrick (NZL)            | 18e                            |
| 106                            | Nicole Hanselmann (SUI)        | 83e                            |

| Bepink BPK | Bepink BPK             | Bepink BPK |
| ---------- | ---------------------- | ---------- |
| Num        | Coureuse               | Pos        |
| 111        | Silvia Valsecchi (ITA) | 76e        |
| 112        | Silvia Zanardi (ITA)   | 47e        |
| 113        | Simona Frapporti (ITA) | 58e        |
| 114        | Marketa Hajkova (CZE)  | 35e        |
| 115        | Melissa van Neck (CZE) | AB-3       |
| 116        | Grace Anderson (NZL)   | AB-2       |

| Nouvelle-Zélande NZL | Nouvelle-Zélande NZL | Nouvelle-Zélande NZL |
| -------------------- | -------------------- | -------------------- |
| Num                  | Coureuse             | Pos                  |
| 121                  | Bryony Botha         | AB-2                 |
| 122                  | Racquel Sheath       | 63e                  |
| 123                  | Nicole Shields       | 56e                  |
| 124                  | Rushlee Buchanan     | 23e                  |
| 125                  | Jessie Hodges        | 55e                  |
| 126                  | Ally Wollaston       | 72e                  |

| UniSA-Australia AUS | UniSA-Australia AUS       | UniSA-Australia AUS |
| ------------------- | ------------------------- | ------------------- |
| Num                 | Coureuse                  | Pos                 |
| 131                 | Rachel Neylan (AUS)       | 14e                 |
| 132                 | Sophie Edwards (AUS)      | 73e                 |
| 133                 | Ruby Roseman-Gannon (AUS) | 17e                 |
| 134                 | Nicole Frain (AUS)        | 54e                 |
| 135                 | Georgia Whitehouse (AUS)  | 71e                 |
| 136                 | Josie Talbot (AUS)        | 74e                 |

| Specialized Women's Racing ___ | Specialized Women's Racing ___ | Specialized Women's Racing ___ |
| ------------------------------ | ------------------------------ | ------------------------------ |
| Num                            | Coureuse                       | Pos                            |
| 141                            | Matilda Raynolds (AUS)         | 41e                            |
| 142                            | Elizabeth Stannard (AUS)       | 26e                            |
| 143                            | Jaime Gunning (AUS)            | 15e                            |
| 144                            | Ella Bloor (AUS)               | 48e                            |

| Sans équipe ___ | Sans équipe ___     | Sans équipe ___ |
| --------------- | ------------------- | --------------- |
| Num             | Coureuse            | Pos             |
| 145             | Taryn Heather (AUS) | 20e             |

| Specialized Women's Racing ___ | Specialized Women's Racing ___ | Specialized Women's Racing ___ |
| ------------------------------ | ------------------------------ | ------------------------------ |
| Num                            | Coureuse                       | Pos                            |
| 146                            | Ashlee Jones (AUS)             | HD-2                           |

| RoxSolt Attaquer RXS | RoxSolt Attaquer RXS  | RoxSolt Attaquer RXS |
| -------------------- | --------------------- | -------------------- |
| Num                  | Coureuse              | Pos                  |
| 151                  | Justine Barrow (AUS)  | AB-4                 |
| 152                  | Peta Mullens (AUS)    | 10e                  |
| 153                  | Emily Herfoss (AUS)   | 28e                  |
| 154                  | Bree Wilson (AUS)     | 39e                  |
| 155                  | Emma Chilton (AUS)    | AB-2                 |
| 156                  | Madeline Wright (AUS) | 45e                  |

| Mitchelton-Scott MTS | Mitchelton-Scott MTS        | Mitchelton-Scott MTS |
| -------------------- | --------------------------- | -------------------- |
| Num                  | Coureuse                    | Pos                  |
| 1                    | Amanda Spratt (AUS) (route) | 3e                   |
| 2                    | Gracie Elvin (AUS)          | 44e                  |
| 3                    | Georgia Williams (NZL)      | 60e                  |
| 4                    | Jessica Allen (AUS)         | 65e                  |
| 5                    | Lucy Kennedy (AUS)          | 30e                  |
| 6                    | Grace Brown (AUS)           | 32e                  |

| Sunweb SUN | Sunweb SUN            | Sunweb SUN |
| ---------- | --------------------- | ---------- |
| Num        | Coureuse              | Pos        |
| 11         | Pfeiffer Georgi (GBR) | 70e        |
| 12         | Leah Kirchmann (CAN)  | 6e         |
| 13         | Juliette Labous (FRA) | 11e        |
| 14         | Liane Lippert (GER)   | 2e         |
| 15         | Anna Henderson (GBR)  | 38e        |
| 16         | Julia Soek (NED)      | 66e        |

| Canyon-SRAM Racing CSR | Canyon-SRAM Racing CSR | Canyon-SRAM Racing CSR |
| ---------------------- | ---------------------- | ---------------------- |
| Num                    | Coureuse               | Pos                    |
| 21                     | Tiffany Cromwell (AUS) | 40e                    |
| 22                     | Tanja Erath (GER)      | 49e                    |
| 23                     | Ella Harris (NZL)      | 13e                    |
| 24                     | Hannah Ludwig (GER)    | 43e                    |
| 25                     | Jess Pratt (AUS)       | 9e                     |
| 26                     | Alexis Magner (USA)    | 61e                    |

| Trek-Segafredo TFS | Trek-Segafredo TFS         | Trek-Segafredo TFS |
| ------------------ | -------------------------- | ------------------ |
| Num                | Coureuse                   | Pos                |
| 31                 | Lotta Henttala (FIN)       | 50e                |
| 32                 | Anna Plichta (POL)         | 59e                |
| 33                 | Abigail Van Twisk (GBR)    | AB-2               |
| 34                 | Tayler Wiles (USA)         | 29e                |
| 35                 | Ruth Edwards (USA) (route) | 1re                |
| 36                 | Trixi Worrack (GER)        | 53e                |

| Alé BTC Ljubljana ALE | Alé BTC Ljubljana ALE    | Alé BTC Ljubljana ALE |
| --------------------- | ------------------------ | --------------------- |
| Num                   | Coureuse                 | Pos                   |
| 41                    | Maaike Boogaard (NED)    | 68e                   |
| 42                    | Tatiana Guderzo (ITA)    | 34e                   |
| 43                    | Anastasia Chursina (RUS) | 22e                   |
| 44                    | Jutatip Maneephan (THA)  | AB-2                  |
| 45                    | Urša Pintar (SLO)        | 24e                   |
| 46                    | Anna Trevisi (ITA)       | 57e                   |

| FDJ-Nouvelle Aquitaine-Futuroscope FDJ | FDJ-Nouvelle Aquitaine-Futuroscope FDJ | FDJ-Nouvelle Aquitaine-Futuroscope FDJ |
| -------------------------------------- | -------------------------------------- | -------------------------------------- |
| Num                                    | Coureuse                               | Pos                                    |
| 51                                     | Brodie Chapman (AUS)                   | 33e                                    |
| 52                                     | Shara Marche (AUS)                     | 12e                                    |
| 53                                     | Maëlle Grossetête (FRA)                | 51e                                    |
| 54                                     | Victorie Guilman (FRA)                 | 36e                                    |
| 55                                     | Lauren Kitchen (AUS)                   | 27e                                    |
| 56                                     | Jade Wiel (FRA) (route)                | 69e                                    |

| Tibco-Silicon Valley Bank TIB | Tibco-Silicon Valley Bank TIB | Tibco-Silicon Valley Bank TIB |
| ----------------------------- | ----------------------------- | ----------------------------- |
| Num                           | Coureuse                      | Pos                           |
| 61                            | Lauren Stephens (USA)         | 4e                            |
| 62                            | Erica Clevenger (USA)         | 80e                           |
| 63                            | Sarah Gigante (AUS)           | 25e                           |
| 64                            | Jenelle Crooks (AUS)          | 31e                           |
| 65                            | Sharlotte Lucas (NZL)         | 42e                           |
| 66                            | Nina Kessler (NED)            | 62e                           |

| Astana Women's Team ASA | Astana Women's Team ASA | Astana Women's Team ASA |
| ----------------------- | ----------------------- | ----------------------- |
| Num                     | Coureuse                | Pos                     |
| 71                      | Maryna Ivaniuk (UKR)    | 77e                     |
| 72                      | Francesca Pattaro (ITA) | 79e                     |
| 73                      | Katia Ragusa (ITA)      | 8e                      |
| 74                      | Lizbeth Salazar (MEX)   | 75e                     |
| 75                      | Arlenis Sierra (CUB)    | 16e                     |

| Rally Cycling RLW | Rally Cycling RLW             | Rally Cycling RLW |
| ----------------- | ----------------------------- | ----------------- |
| Num               | Coureuse                      | Pos               |
| 81                | Chloe Hosking (AUS)           | 5e                |
| 82                | Kristabel Doebel-Hickok (USA) | 21e               |
| 83                | Heidi Franz (USA)             | 52e               |
| 84                | Leigh Ann Ganzar (USA)        | 37e               |
| 85                | Sara Poidevin (CAN)           | 81e               |

| Agolico AGO | Agolico AGO             | Agolico AGO |
| ----------- | ----------------------- | ----------- |
| Num         | Coureuse                | Pos         |
| 91          | Denisse Ahumada (CHI)   | 64e         |
| 92          | Anet Barrera (MEX)      | HD-2        |
| 93          | Ariadna Gutiérrez (MEX) | 46e         |
| 94          | Jennifer Morales (CRC)  | 82e         |
| 95          | Marcela Prieto (MEX)    | 19e         |
| 96          | Andrea Ramírez (MEX)    | 7e          |

| Doltcini-Van Eyck-Proximus DVE | Doltcini-Van Eyck-Proximus DVE | Doltcini-Van Eyck-Proximus DVE |
| ------------------------------ | ------------------------------ | ------------------------------ |
| Num                            | Coureuse                       | Pos                            |
| 101                            | Mieke Docx (BEL)               | 67e                            |
| 102                            | Justine Vromanne (BEL)         | AB-1                           |
| 103                            | Minke Bakker (NED)             | HD-2                           |
| 104                            | Marieke de Groot (NED)         | 78e                            |
| 105                            | Jenna Merrick (NZL)            | 18e                            |
| 106                            | Nicole Hanselmann (SUI)        | 83e                            |

| Bepink BPK | Bepink BPK             | Bepink BPK |
| ---------- | ---------------------- | ---------- |
| Num        | Coureuse               | Pos        |
| 111        | Silvia Valsecchi (ITA) | 76e        |
| 112        | Silvia Zanardi (ITA)   | 47e        |
| 113        | Simona Frapporti (ITA) | 58e        |
| 114        | Marketa Hajkova (CZE)  | 35e        |
| 115        | Melissa van Neck (CZE) | AB-3       |
| 116        | Grace Anderson (NZL)   | AB-2       |

| Nouvelle-Zélande NZL | Nouvelle-Zélande NZL | Nouvelle-Zélande NZL |
| -------------------- | -------------------- | -------------------- |
| Num                  | Coureuse             | Pos                  |
| 121                  | Bryony Botha         | AB-2                 |
| 122                  | Racquel Sheath       | 63e                  |
| 123                  | Nicole Shields       | 56e                  |
| 124                  | Rushlee Buchanan     | 23e                  |
| 125                  | Jessie Hodges        | 55e                  |
| 126                  | Ally Wollaston       | 72e                  |

| UniSA-Australia AUS | UniSA-Australia AUS       | UniSA-Australia AUS |
| ------------------- | ------------------------- | ------------------- |
| Num                 | Coureuse                  | Pos                 |
| 131                 | Rachel Neylan (AUS)       | 14e                 |
| 132                 | Sophie Edwards (AUS)      | 73e                 |
| 133                 | Ruby Roseman-Gannon (AUS) | 17e                 |
| 134                 | Nicole Frain (AUS)        | 54e                 |
| 135                 | Georgia Whitehouse (AUS)  | 71e                 |
| 136                 | Josie Talbot (AUS)        | 74e                 |

| Specialized Women's Racing ___ | Specialized Women's Racing ___ | Specialized Women's Racing ___ |
| ------------------------------ | ------------------------------ | ------------------------------ |
| Num                            | Coureuse                       | Pos                            |
| 141                            | Matilda Raynolds (AUS)         | 41e                            |
| 142                            | Elizabeth Stannard (AUS)       | 26e                            |
| 143                            | Jaime Gunning (AUS)            | 15e                            |
| 144                            | Ella Bloor (AUS)               | 48e                            |

| Sans équipe ___ | Sans équipe ___     | Sans équipe ___ |
| --------------- | ------------------- | --------------- |
| Num             | Coureuse            | Pos             |
| 145             | Taryn Heather (AUS) | 20e             |

| Specialized Women's Racing ___ | Specialized Women's Racing ___ | Specialized Women's Racing ___ |
| ------------------------------ | ------------------------------ | ------------------------------ |
| Num                            | Coureuse                       | Pos                            |
| 146                            | Ashlee Jones (AUS)             | HD-2                           |

| RoxSolt Attaquer RXS | RoxSolt Attaquer RXS  | RoxSolt Attaquer RXS |
| -------------------- | --------------------- | -------------------- |
| Num                  | Coureuse              | Pos                  |
| 151                  | Justine Barrow (AUS)  | AB-4                 |
| 152                  | Peta Mullens (AUS)    | 10e                  |
| 153                  | Emily Herfoss (AUS)   | 28e                  |
| 154                  | Bree Wilson (AUS)     | 39e                  |
| 155                  | Emma Chilton (AUS)    | AB-2                 |
| 156                  | Madeline Wright (AUS) | 45e                  |